# آتش (فیلم ۲۰۱۵)
«آتش» (اسپانیایی: El incendio‎) یک فیلم درام آرژانتینی به کارگردانی Juan Schnitman است که در سال ۲۰۱۵ منتشر شد.